# Saison 2014-2015 de l'Everton FC
Chronologie
Saison précédente Saison suivante
La saison 2014-2015 de l'Everton FC est la 115e de l'histoire du club et la 23e en Premier League. Le club est en compétition pour le Championnat d'Angleterre, la Coupe d'Angleterre, la Coupe de la Ligue anglaise et la Ligue Europa.

## Transfert

### Mercato estival
| Nom                | Poste             | Nationalité        | Transfert  | Provenance/Destination | Division                |
| Arrivées           |                   |                    |            |                        |                         |
| Gareth Barry       | Milieu de terrain | Angleterre         | 2 M        | Manchester City        | Premier League          |
| Muhamed Besic      | Milieu de terrain | Bosnie-Herzégovine | Non révélé | Ferencváros TC         | D1 hongroise            |
| Romelu Lukaku      | Attaquant         | Belgique           | 28 M       | Chelsea FC             | Premier League          |
| Brendan Galloway   | Défenseur         | Angleterre         | Non révélé | Milton Keynes Dons     | League One              |
| Samuel Eto'o       | Attaquant         | Cameroun           | Gratuit    | Chelsea FC             | Premier League          |
| Christian Atsu     | Ailier            | Ghana              | Prêt       | Chelsea FC             | Premier League          |
| David Henen        |                   | Belgique           | Prêt       | Olympiakos             | D1 grecque              |
| Départ             |                   |                    |            |                        |                         |
| Mason Springthorpe |                   | Angleterre         | Gratuit    | Ellesmere Rangers      | Ligue régional          |
| Iboi Touray        |                   | Angleterre         | Gratuit    | Chester FC             | National League         |
| Apostolos Vellios  | Attaquant         | Grèce              | Gratuit    | Lierse                 | Jupiler Pro League      |
| Magaye Gueye       | Ailier            | Sénégal            | Gratuit    | Millwall FC            | Championship            |
| Shane Duffy        | Défenseur         | Irlande            | Vers 1,5 M | Blackburn Rovers       | Championship            |
| John Lundstram     | Milieu de terrain | Angleterre         | Prêt       | Blackpool FC           | Championship            |
| Matthew Kennedy    | Ailier            | Écosse             | Prêt       | Hibernian FC           | Scottish Premier League |
| Hallam Hope        | Attaquant         | Angleterre         | Prêt       | Sheffield Wednesday    | Championship            |
| Connor Hunt        |                   | Angleterre         | Prêt       | Chesterfield FC        | League One              |
| Courtney Duffus    | Attaquant         | Angleterre         | Prêt       | Bury FC                | League One              |
| Matthew Pennington |                   | Angleterre         | Prêt       | Coventry City          | League One              |

### Mercato hivernal
| Nom              | Poste             | Nationalité    | Transfert            | Provenance/Destination | Division                |
| Arrivées         |                   |                |                      |                        |                         |
| Aaron Lennon     | Ailier            | Angleterre     | Prêt                 | Tottenham Hotspur      | Premier League          |
| Départ           |                   |                |                      |                        |                         |
| Hallam Hope      | Attaquant         | Angleterre     | Non révélé           | Bury FC                | League One              |
| Samuel Eto'o     | Attaquant         | Cameroun       | Non révélé (vers 1M) | UC Sampdoria           | Serie A                 |
| Matthew Kennedy  | Ailier            | Écosse         | Non révélé           | Cardiff City           | Championship            |
| John Lundstram   | Milieu de terrain | Angleterre     | Prêt                 | Leyton Orient          | League Two              |
| Chris Long       | Attaquant         | Angleterre     | Prêt                 | Brentford FC           | Championship            |
| Connor McAleny   | Attaquant         | Angleterre     | Prêt                 | Cardiff City           | Championship            |
| Connor Grant     |                   | Angleterre     | Prêt                 | Motherwell FC          | Scottish Premier League |
| John Lundstram   | Milieu de terrain | Angleterre     | Prêt                 | Scunthorpe United      | League One              |
| Gethin Jones     | Défenseur         | Pays de Galles | Prêt                 | Plymouth Argyle        | League Two              |
| George Green     |                   | Angleterre     | Prêt                 | Tranmere Rovers        | League Two              |
| Francisco Júnior | Milieu de terrain | Portugal       | Prêt                 | Port Vale FC           | League One              |